# Паламар Іван Іонович
Іван Іонович Паламар (* 5 жовтня 1961, Львів) — радянський футболіст. Захисник, більшість кар'єри провів у вінницькій «Ниві». Також грав за «Карпати» (Львів), «Динамо» (Київ) і «Металург» (Запоріжжя).

## Життєпис
Протягом 1979—1981 років виступав за львівські «Карпати» (34 гри). Після ліквідації команди на початку 1982 року перейшов у вінницьку «Ниву», де й виступав з перервами до 1990 року.
У 1979 році провів 3 гри за юнацьку збірну СРСР (U-18).
Разом з «Нивою» став третім призером української зони другої ліги 1983 року, переможцем української зони 1984 року. За підсумками сезону 1984 ввійшов до списку «22 найкращих» футболістів другої ліги УРСР під № 1.
Протягом 1985—1986 провів 3 гри за «Динамо» (Київ) — обидва ці сезони кияни завершили чемпіонами СРСР.
Мешкає у Вінниці.